# 张拓
张拓（1954年12月—），辽宁大连人，中华人民共和国政治人物、外交官。

## 生平
2002年，接替王永占，担任中华人民共和国驻玻利维亚大使。2006年，接替柯小刚，担任中华人民共和国驻阿根廷大使。2007年，接替居一杰，担任中华人民共和国驻委内瑞拉大使。

## 荣誉

### 外国勋章奖章
- 一等弗朗西斯科·德米兰达勋章（委内瑞拉，2009年12月22日颁发[4]）
- 友谊勋章（古巴，2016年10月13日于哈瓦那颁发[5]）